# 特殊化学設備作業者
特殊化学設備作業者（とくしゅかがくせつびさぎょうしゃ）とは、特殊化学設備の取扱、整備及び修理の業務に係る特別教育を修了した者。

## 概要
- 特殊化学設備の取扱、整備及び修理の業務（施行令第20条5号に規定する第一種圧力容器の整備の業務を除く）

## 受講資格
- 満18歳以上

## 特別教育
- 各講習機関により違う。
- 告示で規定された履修時間は28時間（以上）となっている。

### 講習科目
- 学科

1. 危険物及び化学反応に関する知識
2. 特殊化学設備、特殊化学設備の配管及び特殊化学設備の附属設備（以下「特殊化学設備等」という。）の構造に関する知識
3. 特殊化学設備等の取扱いの方法に関する知識
4. 特殊化学設備等の整備及び修理の方法に関する知識
5. 関係法令

- 実技

1. 特殊化学設備等の取扱い
2. 特殊化学設備等の整備及び修理

## 特殊化学設備
- 化学設備（労働安全衛生法施行令第9条の3 第1号に掲げる化学設備）のうち、発熱反応が行われる反応器等異常化学反応又はこれに類する異常な事態により爆発、火災等を生ずるおそれのあるもの